# Kyselina rhenistá
Kyselina rhenistá je chemická sloučenina se vzorcem HReO4, tento vzorec odpovídá složení par kyseliny. V pevném stavu tvoří dimerní hydrát Re2O7(OH2)2, v krystalickém stavu byla izolována i čistá kyselina (žlutá) a její monohydrát (červený). Z roztoku oxidu rhenistého se po delším stání vylučují krystaly monohydrátu kyseliny rhenisté, HReO4·H2O. Kyselinu lze připravit rozpouštěním kovového rhenia v kyselině dusičné nebo sírové.

## Vlastnosti
Strukturu pevné kyseliny lze popsat vzorcem [O3Re-O-ReO3(H2O)2], jeden atom rhenia má tetraedrickou koordinaci a druhý oktaedrickou. V plynném stavu je molekula tetraedrická, odpovídá vzorci HReO4.

## Reakce
Reakcí kyseliny nebo oxidu rhenistého se sulfanem získáme sulfid rhenistý:
Re2O7 + 7 H2S → Re2S7 + 7 H2O
Kyselina rhenistá na platinovém nosiči se využívá jako hydrogenační a krakovací katalyzátor v ropném průmyslu.

### Katalýza
Kyselina rhenistá je prekurzorem mnoha homogenních katalyzátorů, z nichž některé jsou velmi slibné ve speciálních aplikacích, kde je možné ospravedlnit vysokou cenu rhenia. V kombinaci s terciárními arsany slouží jako katalyzátor epoxidace alkenů peroxidem vodíku.
Využívá se jako katalyzátor při dehydrataci oximů za vzniku nitrilů.